# Codecademy
Codecademy è una piattaforma interattiva che offre corsi gratuiti per sei linguaggi di programmazione: Python, PHP, jQuery, JavaScript, Ruby, Java e due linguaggi di markup: HTML e CSS.
Ad aprile 2023 la piattaforma conta più di 85 milioni di utenti in più di 190 paesi.
Codecademy è stata elogiata da molti quotidiani e blog informatici tra cui il New York Times e TechCrunch. Il sito offre anche percorsi carriera a pagamento che consentono agli utenti di accedere a piani di apprendimento personalizzati, esami e progetti realistici; l'esito positivo delle prove porta al conseguimento della certificazione professionale.

## Storia
Codecademy è stata fondata a New York nell'agosto del 2011 da Zack Sims e Ryan Bubinski, due studenti universitari della Columbia University che riuscirono a raccogliere 12,5 milioni di dollari in finanziamenti. Nel 2015, la popolarità di Codecademy è aumentata quando Barack Obama chiese ai neo-imprenditori, Sims e Bubinski, di aiutare le fasce più povere e meno istruite della popolazione statunitense a sviluppare competenze informatiche per inserirsi nel mondo del lavoro. Nell'agosto dello stesso anno, Codecademy ha collaborato con la Casa Bianca, impegnandosi a ospitare incontri di persona per 600 studenti appartenenti a gruppi di donne e minoranze svantaggiate per un periodo di dodici mesi.
Più di 45 milioni di persone sono riuscite ad imparare le basi della programmazione con Codecademy. La piattaforma ha permesso a molti corsisti l'ingresso lavorativo in Google, IBM, Facebook e NASA.

### Partenariati
Nel settembre 2017, Codecademy ha stretto una partnership con Amazon per la formazione gratuita sulle competenze Alexa. Nell'ottobre 2018 la società aveva raccolto 42,5 milioni di dollari da gruppi di investimento come Union Square Ventures e Naspers.
Nel settembre 2015, Codecademy, in collaborazione con Periscope, ha aggiunto una serie di corsi progettati per insegnare SQL, il linguaggio di programmazione predominante per le interrogazioni di database. Nell'ottobre 2015, Codecademy ha creato un nuovo corso, una classe sulla programmazione Java. A gennaio 2014, il sito contava oltre 24 milioni di utenti che avevano completato più di 100 milioni di esercizi.

## Percorsi carriera
Codecademy offre sei percorsi professionali, diversificati per ogni carriera specifica a seconda del campo di attinenza:
Back-End Engineer (sviluppatore back-end): è un percorso di carriera di 100 lezioni che fornisce una  base delle competenze necessarie per diventare uno sviluppatore back-end. Richiede circa quattro mesi per essere completato. Gli studenti iniziano con la programmazione di interfacce e server e passano alla progettazione di database. Questo percorso carriera include modelli di progettazione, Express.JS, Node.JS, PostgreSQL, SQL e TDD.
Computer Science (informatica): è un percorso che richiede 67 lezioni e circa 20 settimane per essere completato. Illustra i fondamenti dell'informatica, insegna a risolvere i problemi e aiuta gli studenti a costruire un portfolio da utilizzare per le domande di lavoro. Gli studenti imparano la linea di comando, le strutture dati, Git e Python.
Data analyst (analista di dati): il percorso di carriera dell'analista di dati consiste in 67 lezioni che coprono Matplotlib, NumPy, Pandas, Python 3, SciPy e SQL. Gli studenti imparano ad analizzare e comprendere grandi insiemi di dati. Creano un portfolio professionale e ampliano le loro capacità analitiche. Questo percorso di carriera richiede circa 28 settimane per essere completato.
Data scientist: questo corso di 85 lezioni richiede circa 35 settimane. Insegna agli studenti ad analizzare i dati e a comunicare le loro scoperte su tali dati ad altre persone nella loro organizzazione. Gli studenti imparano anche a utilizzare l'apprendimento automatico per fare previsioni. Questo percorso professionale comprende Matplotlib, NumPy, Pandas, Python 3, Scikit-learn e SQL.
Front-End Engineer (sviluppatore front-end): il percorso carriera da sviluppatore front-end è composto da 121 lezioni che costituiscono 350 ore di apprendimento. Gli studenti imparano a costruire applicazioni web interattive e siti web reattivi, funzionali e accattivanti. Il corso copre fondamenti del design, accessibilità, CSS, HTML, JavaScript, React, Redux e applicazioni web.
Full-Stack Software Engineer (sviluppatore full-stack): questo percorso richiede circa sei mesi per essere completato e comprende 145 lezioni. Gli studenti iniziano con la progettazione front-end e poi imparano la progettazione back-end prima di imparare a collegare i due aspetti. Imparano a costruire siti web interattivi e a comunicare con altri sviluppatori web. Questo percorso professionale comprende Express.JS, JavaScript, Node.JS, React, SQL e TDD.

## Riconoscimenti
- Best Education Startup, Crunchies Awards 2012[17]
- Skillies Technology Award 2015[18]